# Comentarista de arbitragem
O Comentarista de Arbitragem é um comentarista esportivo especialista em comentar lances capitais que tem a ver com a regra do jogo. Por conta disso, para dar mais credibilidade à sua opinião, esta função é sempre exercida por árbitros aposentados.

## História
A função de Comentarista de Arbitragem foi criada na TV Brasileira em 1989. Antes, os comentários de arbitragem ficavam a cargo dos narradores e dos comentaristas esportivos.
Porém, no dia 13 de agosto de 1989, Brasil e Chile se enfrentaram pelas eliminatórias da Copa de 1990. O jogo teve transmissão ao vivo da Rede Globo. Galvão Bueno era o narrador principal, e os comentaristas eram Chico Anysio, Pelé e, no intervalo do jogo, o ex-goleiro Raul. Aos 38 minutos de jogo, um lance que entrou para a história: o árbitro do jogo marcou um sobrepasso de Taffarel. Enquanto a TV mostrava o replay da defesa, um chileno pegou a bola das mãos do goleiro e tocou rapidinho, dentro da pequena área, e Basay empurrou pro gol. Tudo errado, porque a infração (mesmo que inventada, como foi) deveria ter sido batida na linha da pequena área. Gol do Chile. Nem Galvão, Chico Anysio e Pelé souberam exatamente esclarecer o lance.
No dia seguinte, o então diretor da Globo, Armando Nogueira, ligou pra Arnaldo César Coelho (um árbitro conhecido, então em fim de longa carreira), perguntando sobre o lance que sua equipe de transmissão não soubera exatamente esclarecer. Armando, então convidou Arnaldo pra almoçar e o chamou pra trabalhar na Globo. Dias depois, Arnaldo anunciou que estava parando de apitar pra ser comentarista.
Desde então, a figura do Comentarista de Arbitragem se popularizou nas transmissões de futebol no Brasil. Muitos, inclusive, participam das chamadas de mesas-redondas esportivas, comentando todos os lances polêmicos da rodada.
Em 2017, a ex-árbitra assistente Nadine Bastos foi contratada pelos canais Fox Sports, tornando-se a 1ª mulher a ser Comentarista de Arbitragem na TV brasileira.